# Йоан III Ризокоп
Йоан III Ризокоп (наричан също Йоан Ризокопус) е екзарх на Равена (710).
Скоро след като папа Константин заминава за Константинопол, той среща Йоан в Рим. Скоро след това Йоан е убит. Гражданите на Равена избират за техен водач Георги; той скоро печели лоялността на Сервия, Форли, Форлимпополи и други градове. Впоследствие въстанието е потушено, но нарушава много от властта на екзархата, който е от второстепенна важност до окончателния му край през 752 година.
|  | Тази страница частично или изцяло представлява превод на страницата John III Rizocopo в Уикипедия на английски. Оригиналният текст, както и този превод, са защитени от Лиценза „Криейтив Комънс – Признание – Споделяне на споделеното“, а за съдържание, създадено преди юни 2009 година – от Лиценза за свободна документация на ГНУ. Прегледайте историята на редакциите на оригиналната страница, както и на преводната страница, за да видите списъка на съавторите. ВАЖНО: Този шаблон се отнася единствено до авторските права върху съдържанието на статията. Добавянето му не отменя изискването да се посочват конкретни източници на твърденията, които да бъдат благонадеждни. |